# قائمة البعثات الدبلوماسية في ليبيريا

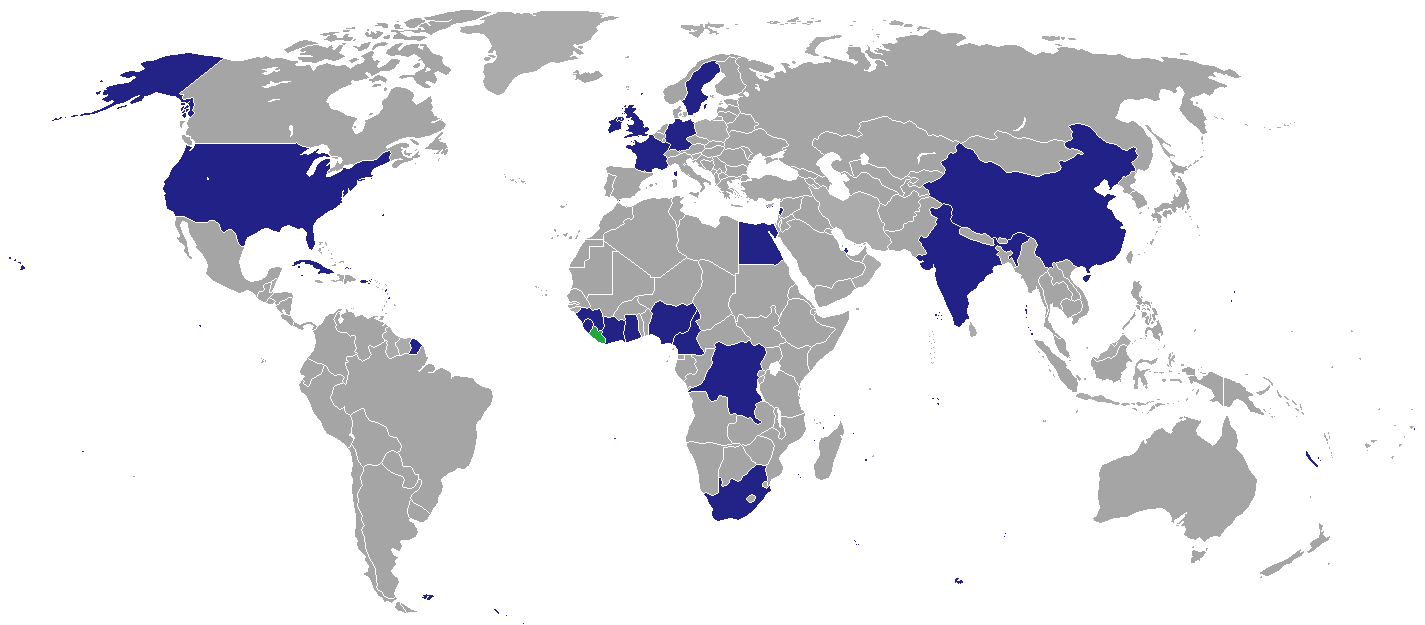
البعثات الدبلوماسية في ليبيريا

هذه قائمة البعثات الدبلوماسية في ليبيريا. في الوقت الحاضر، تستضيف العاصمة مونروفيا 20 سفارة. البعثات الدبلوماسية الأخرى هي بعثة الاتحاد الأوروبي ووكالة الممثل القنصلي السويسري.

## السفارات
مونروفيا
- الكاميرون
- الصين
- كوبا
- مصر
- فرنسا
- ألمانيا
- غانا
- غينيا
- الفاتيكان
- الهند[2]
- إيرلندا
- ساحل العاج
- ليبيا
- نيجيريا
- قطر
- سيراليون
- جنوب أفريقيا
- السويد
- المملكة المتحدة
- الولايات المتحدة

## البعثات
مونروفيا
- الاتحاد الأوروبي (تفويض)
- سويسرا (مكتب التعاون السويسري والوكالة القنصلية)

## السفارات غير المقيمة
- الأرجنتين (أبوجا)[3]
- أستراليا (أكرا)[4]
- النمسا (دكار)[5]
- بلجيكا (أبيدجان)[6]
- البرازيل (أكرا)
- كندا (أبيدجان)[7]
- كرواتيا (لندن)[8]
- جمهورية التشيك (أكرا)[9]
- الدنمارك (أكرا)[10]
- فنلندا (أبوجا)[11]
- اليونان (أبوجا)[12]
- إيران (أبيدجان)
- إندونيسيا (أبوجا)[13]
- إسرائيل (أبيدجان)[14]
- إيطاليا (أبيدجان)[15]
- اليابان (أكرا)[16]
- ليسوتو (طرابلس الغرب)[17]
- مالي (كوناكري)[18]
- المكسيك (أكرا)[19]
- هولندا (دكار)[20]
- النرويج (أبيدجان)[21]
- الفلبين (أبوجا)
- بولندا (أبوجا)[22]
- البرتغال (دكار)[23]
- رومانيا (أبوجا)[24]
- روسيا (أبيدجان)
- الجمهورية العربية الصحراوية الديمقراطية (أكرا)[25]
- صربيا (نيويورك)[26]
- سلوفاكيا (أبوجا)[27]
- إسبانيا (أبيدجان)[28]
- سويسرا (أبيدجان)[29]
- تنزانيا (أبوجا)[30]
- ترينيداد وتوباغو (أبوجا)[31]
- فنزويلا (أبوجا)